# Бергер Еммануїл Наумович
Еммануїл Наумович Бергер (нар. 2 (15) січня 1910, м. Київ — 7 листопада 1999, м. Тернопіль) — український вчений-патофізіолог. Доктор медичних наук (1965), професор (1960).

## Життєпис
Народився 15 січня 1910 року в м. Києві (нині Україна).
Закінчив Київський медичний інститут (1935, нині Національний медичний університет імені Олександра Богомольця). Від 1957 — у Тернопільському медичному інституті (нині Тернопільський державний медичний університет імені І. Я. Горбачевського): доцент, професор, завідувач кафедри (1959—1975).
Працював у галузі патофізіології нервово-гуморальної регуляції функцій організму.

## Доробок
Автор близько 100 наукових праць, краєзнавчих публікацій.
Відомий як колекціонер екслібрисів, книжкової графіки. У Тернопільському обласному художньому музеї зберігається близько 7 тисяч книжкових знаків Бергера.
В останні роки життя публікував дослідження про історію євреїв на Тернопільщині.
Був одружений з H. С. Єрьоменко.
Син — О. Єременко, математик.